# قتل‌های سرخپوستان اوسیج
قتل‌های سرخپوستان اوسیج مجموعه‌ای از قتل‌های بومیان آمریکایی اوسیج در شهرستان اوسیج، اوکلاهاما، طی دهه‌های ۱۹۱۰–۱۹۳۰ بود. روزنامه‌ها تعداد فزاینده قتل‌های حل نشده را به عنوان دوره حکومت وحشت توصیف کردند که از سال ۱۹۲۱ تا ۱۹۲۶ به طول انجامید. گزارش شده‌است که حدود شصت یا بیشتر از بومیان آمریکایی اوسیج که ثروتمند بودند از سال ۱۹۱۸ تا ۱۹۳۱ کشته شده‌اند. با این حال، تحقیقات جدیدتر نشان می‌دهد که سایر مرگ‌های مشکوک در این مدت ممکن است به اشتباه گزارش شده یا قتل‌ها را پنهان شده باشند، از جمله افرادی که وارث ثروت‌های آینده بوده‌اند.
برخی از قتل‌ها به منظور تصاحب زمین و ثروت اعضای اوسیج انجام شد که زمین‌هایشان نفت با ارزش تولید می‌کرد و هر کدام دارای حق مالکیتی بودند که حق امتیاز سالانه پرسودی به دست می‌آورد. تحقیقات توسط مجریان قانون، از جمله اداره تحقیقات (BOI؛ آژانس قبلی به اداره تحقیقات فدرال، یا FBI) همچنین فساد گسترده‌ای را در میان مقامات محلی درگیر در برنامه نگهبان اوسیج نشان داد. اکثر قتل‌ها هرگز تحت پیگرد قانونی قرار نگرفتند، اما برخی از مردان از جمله ویلیام هیل، که دستور قتل همسر برادرزاده‌اش و سایر اعضای خانواده‌اش را صادر کرد، مجرم شناخته و محکوم شدند.
بعدها کنگره ایالات متحده قانون را به شکلی تغییر داد تا افراد غیر اوسیج را از ارث بردن حق مالکیت از اوسیج منع کند. دولت ایالات متحده به مدیریت اجاره‌ها و حق امتیازهای زمین‌های تولیدکننده نفت ادامه داد و قبیله نگران این دارایی‌ها و نحوه نگه‌داری آن شد. در سال ۲۰۰۰، قبیله اوسیج شکایتی علیه وزارت کشور تنظیم کرد و مدعی شد که دارایی‌ها را به اندازه کافی مدیریت نکرده و حق امتیازی را که به مردم تعلق می‌گیرد پرداخت نکرده‌است. این شکایت در سال ۲۰۱۱ با ۳۸۰ میلیون دلار و تعهدات برای بهبود مدیریت برنامه حل و فصل شد.

## زمینه
در سال ۱۸۹۷، نفت در منطقه رزرواسیون هند اوسیج یا شهرستان اوسیج امروزی، اوکلاهما کشف شد. وزارت کشور ایالات متحده اجاره نامه‌های اکتشاف و تولید نفت در زمین‌های متعلق به اوسیج‌ها را را از طریق اداره امور سرخ‌پوستان مدیریت می‌کرد و بعداً حق امتیاز را مدیریت کرد و به افراد اختصاص داده شده پرداخت می‌کرد. به عنوان بخشی از روند آماده‌سازی اوکلاهاما برای ایالتی شدن، دولت فدرال ۶۵۷ جریب فرنگی (۲۶۶ هکتار) را به این مسئله اختصاص داد. به هر اوسیج در رول‌های قبیله ای در ۱۹۰۷ و وارثین آنها چه اوسیج باشند و چه نباشند «حق مالکیت» در تولید نفت داشتند. حق مالکیت می‌تواند توسط وراث قانونی، از جمله غیر اوسیج به ارث برسد. این قبیله حقوق معدنی را به صورت اشتراکی در اختیار داشتند و به اعضای خود با درصدی مربوط به دارایی‌هایشان حقوق می‌دادند.
در سال ۱۹۲۰، بازار نفت به‌طور چشمگیری رشد کرد و ثروت زیادی را برای اوسیج‌ها به ارمغان آورد. تنها در سال ۱۹۲۳ «این قبیله بیش از سی میلیون دلار، معادل امروز بیش از چهارصد میلیون دلار، به دست آوردند». مردم در سرتاسر ایالات متحده در مورد اوسیج زا "ثروتمندترین ملت، قبیله یا گروه اجتماعی از هر نژاد روی زمین، از جمله سفیدپوستان می‌نامیدند برخی از اوسیج از حق امتیاز خود برای فرستادن فرزندان خود به مدارس خصوصی استفاده کردند. دیگران اتومبیل، لباس و جواهرات فانتزی می‌خریدند و شروع به سفر به اروپا می‌کردند و روزنامه‌های سراسر کشور فعالیت‌های آنها را پوشش دادند. همراه با ده‌ها هزار کارگر نفت، رونق نفت بسیاری از فرصت طلبان سفیدپوست را به شهرستان محل زندگی اوسیج‌ها جذب کرد. همانطور که نویسنده رابرت آلن واریور آنها را توصیف می‌کند، برخی کارآفرین بودند، در حالی که برخی دیگر جنایتکار بودند که در صورت لزوم از قتل آنها برای به‌دست آوردن ثروتشان ابایی نداشتند.
کنگره ایالات متحده با این باور که اوسیج نمی‌تواند ثروت‌های جدید و کنونی خود را مدیریت کند، کنگره ایالات متحده قانونی را در سال ۱۹۲۱ تصویب کرد که طبق آن دادگاه‌ها را ملزم می‌کرد که برای هر اوسیج نیمه‌خون یا بیشتر قیم تعیین کنند. حتی افراد زیر سن قانونی که کمتر از نیمی از خون اوسیج داشتند، بدون توجه به اینکه این افراد زیر سن قانونی والدین زنده داشتند یا خیر، باید سرپرستی (قیمی) تعیین می‌کردند. دادگاه سرپرستان را از وکلای سفیدپوست یا بازرگانان محلی منصوب کرد. انگیزه‌های مجرمانه بسیار زیاد بود. چنین نگهبانانی اغلب به‌طور قانونی به شکل‌های مختلف تلاش می‌کردند تا زمین اوسیج، حق مالکیت یا حق امتیاز آنها را بدزدند. .
در آن زمان، هشت وکیل در پاوهوسکا، مقر شهرستان اوسیج، که دارای ۸۰۰۰ ساکن بود، کار می‌کردند. گفته می‌شود که تعداد وکلا در اوسیج به اندازه شهر اوکلاهما سیتی است که ۱۴۰۰۰۰ نفر ساکن داشت. در سال ۱۹۲۴، وزارت کشور ۲۲ نفر از سرپرستان اوسیج را به فساد در اداره وظایف مربوط به اتهامات خود متهم کرد، اما همه آنها با توافق خارج از دادگاه از مجازات جلوگیری کردند. گمان می‌رود که این سرپرستان میلیون‌ها دلار از اتهامات خود کلاهبرداری کرده باشند. در سال ۱۹۲۹، گزارش شد که ۲۷ میلیون دلار هنوز در اختیار «سیستم سرپرستی» است، سازمانی که برای حفاظت از منافع مالی ۸۸۳ خانواده اوسیج در شهرستان اوسیج تأسیس شده‌است.

## قتل در شهرستان اوسیج
در اوایل دهه ۱۹۲۰، غرب ایالات متحده توسط گزارش قتل هجده اوسیج و سه غیربومی در شهرستان اوسیج در مدت کوتاهی در شوک فرورفت.. روزنامه‌های کلرادو این قتل‌ها را به عنوان «حکومت وحشت» در زیست‌گاه‌های اوسیج گزارش می‌کردند. به نظر می‌رسید که برخی از قتل‌ها مربوط به چند نفر از اعضای یک خانواده باشد.
در ۲۷ مه ۱۹۲۱، شکارچیان محلی جسد در حال تجزیه آنا براون ۳۶ ساله را در دره ای دورافتاده در شهرستان اوسیج کشف کردند. مقامات محلی که نتوانستند قاتل را شناسایی بکنند بنابراین مرگ او را تصادفی به دلیل مسمومیت با الکل تشخیص دادند و پرونده را کنار گذاشتند.  براون طلاق گرفته بود، بنابراین قاضی اموال او را به مادرش لیزی کیو کایل اعطا کرد. کلسی موریسون، بعداً به قتل براون اعتراف کرد و شهادت داد که ویلیام هیل، یک دامدار برجسته محلی، از او خواسته بود این کار را انجام دهد. همراه با اعتراف خود، موریسون برادرزاده هیل و دوست پسر سابق براون، برایان بورکهارت از نیز مشارکت کننده در قتل دانست. موریسون شهادت داد که پس از ملاقات با براون در خانه خواهرش مولی، او و بورکهارت یک براون را که به شدت مست شده بود به تری مایل کریک بردند، جایی که موریسون به او شلیک کرد و او را کشت.
جسد یکی دیگر از اوسیج‌ها، پسر عموی براون، چارلز وایت‌هورن (همچنین به نام چارلز ویلیامسون شناخته می‌شود)، در نزدیکی پاوهوسکا در همان روز با جسد او کشف شد. وایت هورن به ضرب گلوله کشته شده بود. دو ماه بعد، لیزی کیو کایل نیز کشته شد.  در آن زمان، لیزی برای خودش هدرایت داشت و از شوهر و دو دختر مرحومش به ارث رسیده بود. وارثان او بسیار ثروتمند شدند.
در ۶ فوریه ۱۹۲۳، هنری روان، یکی دیگر از عموزاده‌های براون، در اتومبیل خود در منطقه زیست‌گاه اوسیج پیدا شد که بر اثر اصابت گلوله به سر کشته شده بود. روآن همچنین با هیل ارتباط مالی داشت و ۱۲۰۰ دلار از دامدار وام گرفته بود. هیل با تقلب و فریبکاری ترتیبی داد تا خودش را از بیمه نامه عمر ۲۵۰۰۰ دلاری روان بهره‌مند کند. بیش از یک ماه بعد، در ۱۰ مارس ۱۹۲۳، یک بمب محل سکونت فیرفکس خواهر آنا، ریتا اسمیت را ویران کرد و ریتا و خدمتکارش، نتتی بروکشر را کشت. همسر ریتا، بیل اسمیت که در اثر انفجار صدمات زیادی دیده و چهار روز بعد درگذشت. کمی قبل از مرگش، بیل بیانیه ای مبنی بر نقش داشتن قاتلان مظنون خود ارائه کرد و املاک همسرش را تعیین کرد. تحقیقات بعدی نشان داد که بمب حاوی ۵ گالون آمریکایی (۱۹ لیتر) بود نیتروگلیسیرین بوده‌است.
در ۲۸ ژوئن ۱۹۲۳، هیل و بورکهارت جورج بیگهارت را سوار قطاری به اوکلاهما سیتی کردند تا به بیمارستان منتقل شود.   در آنجا، پزشکان مشکوک شدند که او ویسکی مسموم خورده‌است. بیگ‌هارت با وکیل ویلیام واتکین ووگان  از پاوهوسکا تماس گرفت و از او خواست که در اسرع وقت برای یک جلسه فوری به بیمارستان بیاید. وان پذیرفت و آن شب آن دو مرد ملاقات کردند. بیگ‌هارت گفته بود که در مورد اینکه چه کسی پشت این قتل‌ها بوده‌است مشکوک است و به اسناد مجرمانه ای دسترسی دارد که ادعاهای او را ثابت می‌کند. وان آن شب سوار قطار شد تا به پاوهوسکا بازگردد. جسد وان بعداً در حالی که جمجمه‌اش له شده بود در کنار ریل راه‌آهن در نزدیکی پرشینگ، در حدود پنج مایلی جنوب پاوهوسکا پیدا شد. بیگ‌هارت در همان صبح در بیمارستان درگذشت.
سیزده مرگ دیگر از مردان و زنان اوسیج کامل (کسانی که پدر و مادر اوسیج داشتند)، که سرپرستانی از سوی دادگاه تعیین کرده بودند، بین سال‌های ۱۹۲۱ و ۱۹۲۳ گزارش شد. تا سال ۱۹۲۵، حداقل شصت اوسیج ثروتمند مرده بودند و زمین آنها به قیم یا قیمشان که وکلا و تاجران سفیدپوست محلی بودند به ارث رسیده بود. اداره تحقیقات (BOI)، آژانس پیشین اداره تحقیقات فدرال (FBI)، بازاری از قاتلان قراردادی ارزان قیمت پیدا کرد تا اوسیج‌ها را به خاطر ثروتشان بکشند. در سال ۱۹۹۵، نویسنده رابرت آلن واریور در مورد قدم زدن در قبرستان اوسیج و دیدن «تعداد بی‌شماری از جوانانی که در آن زمان جان باختند» نوشت.
در سال ۱۹۲۵، بزرگان قبیله اوسیج، با کمک افسر محلی، جیمز مونرو پیل، زمانی که مقامات محلی و ایالتی نتوانستند تعداد فزاینده قتل‌ها را حل کنند، از BOI کمک گرفتند. پایل شواهد خود را مبنی بر قتل و توطئه ارائه کرد و درخواست تحقیق کرد. BOI تام وایت را برای رهبری تحقیقات فرستاد. به دلیل تعداد زیاد سرنخ‌ها و این تصور که پلیس فاسد است، وایت تصمیم گرفت که چهره عمومی تحقیقات باشد در حالی که بیشتر مأموران مخفیانه کار می‌کنند. سایر عوامل استخدام شده عبارتند از: یک کلانتر سابق نیومکزیکو. یک تکاور سابق تگزاس؛ جان برگر که روی تحقیقات قبلی کار کرده بود. فرانک اسمیت؛ و جان رن، سرخپوست آمریکایی از ملت یوتی که قبلاً جاسوس انقلابیون مکزیک بوده است.

## تحقیق و بررسی
شورای قبیله ای اوسیج مشکوک بود که هیل مسئول بسیاری از مرگ‌ها بوده‌است. کمیسر امور سرخپوستان در وزارت کشور چهار مأمور را فرستاد تا به عنوان بازرسان مخفی عمل کنند. مأموران دو سال کار کردند، یک حلقه جنایت به رهبری هیل، که در شهرستان اوسیج به عنوان «پادشاه تپه‌های اوسیج» شناخته می‌شود، کشف کردند. هیل و برادرزاده‌هایش، ارنست و برایان بورکهارت، از تگزاس به شهرستان اوسیج مهاجرت کرده بودند تا در میدان‌های نفتی شغل پیدا کنند. هنگامی که در آنجا بودند، آنها ثروت عظیم اعضای ملت اوسیج را از حق امتیاز پرداختی از اجاره زمین‌های تولید نفت کشف کردند. هدف هیل به دست آوردن حقوق و ثروت چندین عضو قبیله، از جمله همسر برادرزاده‌اش اوسیج، آخرین بازمانده خانواده‌اش بود.
برای به دست آوردن بخشی از ثروت، هیل توانست که ارنست را به ازدواج با مولی کایل که یک اوسیج کامل بود قانع کند. سپس هیل ترتیب قتل خواهران مولی، برادر شوهرش، مادرش و پسر عمویش، هنری روان را داد تا از بیمه نامه‌ها و حقوق هر یک از اعضای خانواده استفاده کند. با گسترش تحقیقات دربارهٔ این توطئه، شاهدان و شرکت کنندگان دیگر به قتل رسیدند. مولی و ارنست بورکهارت تمام حق مالکیت را از خانواده او به ارث بردند. بازرسان به زودی متوجه شدند که مولی قبلاً مسموم شده بود.
فیلم قاتلان ماه گل به کارگردانی مارتین اسکورسیزی برداشتی از این واقعه است .

## اتهامات و محاکمه
هیل، برادرزاده‌هایش و یکی از مزرعه‌دارانی که استخدام کرده بودند، متهم به قتل خانواده مولی کایل شدند. هیل رسماً متهم به قتل روآن شد که در سرزمین اوسیج کشته شده بود و این یک جنایت فدرال شناخته می‌شد. دو نفر از همدستان او قبل از تکمیل تحقیقات BOI مردند. هیل و همکارانش در محاکمات ایالتی و فدرال از سال ۱۹۲۶ تا ۱۹۲۹ مجرم شناخته شدند. در سال ۱۹۲۶، ارنست به جرم داشتن بخشی از توطئه اعتراف کرد.
جان رمزی به محض دستگیری به مشارکت در قتل روآن اعتراف کرد. او گفت که هیل به او قول پانصد دلار و یک ماشین جدید برای کشتن روان داده‌است. رمزی با روان در جاده ای خارج از فیرفکس ملاقات کرد و با هم ویسکی نوشیدند. سپس رمزی به سر روآن شلیک کرد. پس از آن، رمزی داستان خود را تغییر داد و ادعا کرد که قاتل واقعی کرلی جانسون است. همدست او، برایان بورکهارت بوده‌است. محاکمه‌ها تحت پوشش روزنامه‌ها و مجلات ملی قرار گرفت. هیل، رمزی و ارنست بورکهارت که به حبس ابد محکوم شدند، بعداً علیرغم اعتراض اوسیج‌ها، از آزادی مشروط برخوردار شدند.
ساکنان مختلف پاوهوسکا از فرماندار اوکلاهما جک سی والتون درخواست کردند تا تحقیقات کاملی در مورد مرگ چارلز بیگارت و وکیلش، ویلیام وان انجام دهد. والتون هرمان فاکس دیویس را به عنوان مسئول این تحقیقات منصوب کرد. اندکی پس از انتساب، دیویس به رشوه خواری محکوم شد. اگرچه والتون بعداً دیویس را عفو کرد، اما تحقیقات دربارهٔ بیگ‌هارت و ووگان هرگز کامل نشد.
در مورد قتل اسمیت، ارنست خیلی زود محکوم شد گرچه حتی پول همسرش و نفوذ سیاسی عمویش نیز نتوانست او را نجات دهد. او اعتراف خود را به مجرمیت تغییر داد و خواستار محکومیت او به حبس ابد به جای مجازات اعدام شد. او عمویش را مسئول توطئه قتل نامید. ارنست گفت که از شخصی به نام هنری گرامر به عنوان واسطه برای استخدام یک جنایتکار حرفه ای به نام آسا «آس» کربی برای انجام قتل‌ها استفاده کرده‌است. گرامر و کربی هر دو قبل از شهادت کشته شدند. تلاش ارنست بورکهارت برای کشتن همسرش شکست خورد. مولی، یک کاتولیک مؤمن، به کشیش خود گفته بود که می‌ترسد در خانه مسموم شود. کشیش به او گفت که تحت هیچ شرایطی به مشروب دست نزند. او همچنین به یکی از مأموران FBI هشدار داد. مولی از سمی که قبلاً مصرف کرده بود بهبود یافت و (پس از آزمایشات) از ارنست طلاق گرفت. مولی بورکهارت کاب به دلایل نامرتبط در ۱۶ ژوئن ۱۹۳۷ درگذشت. فرزندان او تمام دارایی او را به ارث بردند.
در اوایل دهه ۱۹۹۰، روزنامه‌نگار دنیس مک‌آلیف از واشینگتن پست دربارهٔ مرگ مشکوک مادربزرگش، سیبیل بیکمن بولتون، یک اوسیج با حق هدرایت که در سال ۱۹۲۵ در سن ۲۱ سالگی درگذشت، تحقیق کرد. در جوانی به او گفته شده بود که او بر اثر بیماری کلیوی درگذشته است، بعد گفتند که اون خودکشی کرده‌است. تردیدهای او ناشی از انواع شواهد متضاد بود. مک آلیف در تحقیقات خود دریافت که BOI معتقد است که قتل چندین زن اوسیج توسط شوهرانشان انجام شده یا آنها به نحوی آمر قتل بوده‌اند. اکثر قتل‌های اوسیج در اوایل دهه ۱۹۲۰ حل نشده باقی ماندند. مک آلیف متوجه شد که زمانی که بولتون خردسال بود، دادگاه ناپدری سفیدپوست او، وکیل آرتور "AT" وودوارد را به عنوان قیم او تعیین کرده بود. وودوارد همچنین به عنوان مشاور قبیله ای منصوب فدرال خدمت کرد، و او سرپرستی چهار مورد دیگر اوسیج را داشت که هر یک تا سال ۱۹۲۳ مرده بودند. مک آلیف متوجه شد که قتل مادربزرگش با گواهی مرگ جعلی پنهان شده‌است. او به این باور رسید که وودوارد مسئول مرگ او بود. کتاب او دربارهٔ تحقیقاتش، سرزمین خون: داستان خانوادگی نفت، طمع و قتل در اوسیج (۱۹۹۴)، گزارشی از فساد و قتل‌ها در این دوره ارائه می‌کند.
مقامات شهرستان اوسیج به دنبال انتقام از پایل برای نقش او در افشای قتل‌ها بودند. پیل و همسرش از ترس جان خود به آریزونا گریختند، جایی که او دوباره به عنوان افسر قانون خدمت کرد. او در سال ۱۹۴۲ در آنجا درگذشت.